# Blancosoma scaturgo
Blancosoma scaturgo är en mångfotingart som beskrevs av Shear och Hubbard 1998. Blancosoma scaturgo ingår i släktet Blancosoma och familjen Tingupidae. Inga underarter finns listade i Catalogue of Life.